# Mystery Girl
Mystery Girl (в пер. с англ. — «Таинственная девушка») — 22 студийный альбом американского рок-музыканта Роя Орбисона, выпущенный под лейблом «Virgin Records» в 1989 году. Альбом достиг 5-й позиции в американском хит-параде Billboard 200 и 2-й позиции в UK Albums Chart. При этом последний альбом выпущенный при жизни Роя Орбисона

## История
Все песни альбома были записаны в конце 1988 года. Сам альбом был выпущен лишь в феврале 1989 года после смерти музыканта, благодаря усилиям близких Орбисона и его поклонников. Название альбома было взято из бэк-вокальной партии к песне «She's a Mystery to Me», написанной специально лидером группы «U2» Боно и Эджем. В чарт Billboard альбом «Mystery Girl» вошёл одновременно с пластинкой «Traveling Wilburys Vol. 1», записанной музыкантом в составе группы «Traveling Wilburys» в 1988 году. Двойной успех подтверждает, что Рой Орбисон относится к числу таких успешных исполнителей, как Элвис Пресли и Майкл Джексон, чьи альбомы вошли в пятёрку лучших альбомов чарта Billboard уже посмертно.
В документальном фильме «В мечтах: история Роя Орбисона», Боно вспоминает:
Айлинн (супруга Эджа), дала мне саундтрек к фильму Дэвида Линча «Синий бархат». Я поставил его на автоповтор и заснул. Когда я проснулся, у меня в голове были слова и мелодия. Я подумал, что напеваю песню с саундтрека, но оказалось, что нет. Я записал её. На репетиции я сыграл эту песню, и повторял: «Какой гений Рой Орбисон». Я сказал, что это могла бы быть его песня, что мы должны закончить её для него. После концерта раздался стук в дверь. Джон, наш охранник, объявил, что пришёл Рой Орбисон и хотел бы поговорить с нами. Все посмотрели на меня, будто у меня выросла вторая голова. Он вошёл, этот прекрасный, скромный человек, и сказал: «Мне очень понравился концерт. Не знаю почему, но он меня очень тронул. Нет ли у вас, ребята, песни и для меня?» Позже я закончил песню вместе с ним, и она стала названием его альбома.

## Список композиций
| №   | Название                                                             | Музыка                                     | Продюсер                                 | Длительность |
| --- | -------------------------------------------------------------------- | ------------------------------------------ | ---------------------------------------- | ------------ |
| 1.  | «You Got It» (Ты получила это)                                       | Линн, Орбисон, Петти                       | Джефф Линн                               | 3:30         |
| 2.  | «In the Real World» (В реальном мире)                                | У. Дженнигс, Ричард Кер                    | Орбисон, Майк Кэмпбелл и Барбара Орбисон | 3:44         |
| 3.  | «(All I Can Do Is) Dream You» (Всё, что я могу — это мечтать о тебе) | Бёрнетт, Маллой                            | Ти Боун Бёрнэт                           | 3:39         |
| 4.  | «A Love So Beautiful» (Любовь так прекрасна)                         | Линн, Орбисон                              | Джефф Линн                               | 3:33         |
| 5.  | «California Blue» (Калифорнийское небо)                              | Линн, Орбисон, Петти                       | Джефф Линн                               | 3:57         |
| 6.  | «She's a Mystery to Me» (Она для меня загадка)                       | Боно, Эдж                                  | Боно                                     | 4:16         |
| 7.  | «The Comedians» (Комики)                                             | Элвис Костелло                             | Ти Боун Бёрнэт                           | 3:26         |
| 8.  | «The Only One» (Один-единственный)                                   | Уэсли Орбисон, Крэг Уйасмен                | Рой Орбисон, Майк Кэмпбелл               | 3:55         |
| 9.  | «Windsurfer» (Виндсёрфер)                                            | Рой Орбисон, Билл Дизз                     | Рой Орбисон, Майк Кэмпбелл               | 4:01         |
| 10. | «Careless Heart» (Легкомысленное сердце)                             | Рой Орбисон, Дайан Уоррен, Альберт Хаммонд | Рой Орбисон, Майк Кэмпбелл               | 4:08         |

## Чарты и сертификации
| Год  | Чарт                         | Позиция |
| ---- | ---------------------------- | ------- |
| 1989 | Billboard 200                | 5       |
| 1989 | Billboard Top Country Albums | 17      |
| 1989 | UK Albums Chart              | 2       |
| 1989 | ARIA Albums Chart            | 1       |

| Year | Single                  | Chart                        | Position |
| ---- | ----------------------- | ---------------------------- | -------- |
| 1989 | «You Got It»            | Billboard Adult Contemporary | 1        |
| 1989 | «You Got It»            | Billboard Country Singles    | 7        |
| 1989 | «You Got It»            | Billboard Mainstream Rock    | 2        |
| 1989 | «You Got It»            | Billboard Hot 100            | 9        |
| 1989 | «You Got It»            | UK Singles Chart             | 3        |
| 1989 | «California Blue»       | Billboard Country Singles    | 51       |
| 1989 | «She’s a Mystery to Me» | Billboard Adult Contemporary | 23       |
| 1989 | «She’s a Mystery to Me» | Billboard Mainstream Rock    | 26       |
| 1989 | «She’s a Mystery to Me» | UK Singles Chart             | 27       |

## Участники записи
| Основные - Рой Орбисон — гитара, вокал, акустическая гитара, бэк-вокал - Джефф Линн — гитара, акустическая гитара, клавишные, фортепиано, бас-гитара, бэк-вокал - Том Петти — акустическая гитара, бэк-вокал - Майк Кэмпбелл — бас-гитара, гитара, электрогитара, мандолина - Джим Келтнер — барабаны - Хауи Эпстейн — бас-гитара, бэк-вокал - Бенмонт Тенч — фортепиано, орган | Приглашённые музыканты - Рик Вито — слайд-гитара на «Windsurfer», бэк-вокал и электрогитара на «(All I Can Do Is) Dream You» - Том Волк — бас-гитара - Буэлл Найдлингер — бас-гитара на «(All I Can Do Is) Dream You» - Билли Бёрнетт — акустическая гитара, бэк-вокал - Фил Джонс — барабаны, ударные - Мики Керри — барабаны - Рэй Купер — барабаны - Иэн Уоллес — барабаны, ударные - Барбара Орбисон — бэк-вокал на «In the Real World» - Джордж Харрисон — бэк-вокал на «A Love So Beautiful» - Эл Купер — орган на «In the Real World» - Майк Атли — струнная аранжировка - Луис Кларк — скрипка - Эдж — гитара на «She’s a Mystery to Me» - Дэвид Роудс — гитара - Ти-Боун Бёрнэт — гитара - Митчелл Фрум — фортепиано - Джерри Шефф — контрабас на «The Comedians» - Дэвид Минер — контрабас на «The Comedians» - Гари Колман — ударные - Стив Крупер — гитара - The Memphis Horns — аранжировка Стива Крупера на «The Only One»; рожок — Джи Хорн |